# السفنة (ذي السفال)

تعديل مصدري - تعديل

السفنة هي إحدى قرى عزلة خنوة بمديرية ذي السفال التابعة لمحافظة إب، بلغ تعداد سكانها 3472 نسمة حسب تعداد اليمن لعام 2004.